# Ariane Erdelt
Ariane Erdelt (* 12. August 1963 in München) ist eine deutsche Schauspielerin und Kabarettistin.

## Leben
Erdelt wuchs in München am Bavariaring in der Nähe der Theresienwiese auf. Ihre Mutter ist Schweizerin. Sie besuchte von 1981 bis 1984 die Neue Münchner Schauspielschule in München. Im Frühjahr 1985 stand sie erstmals auf der Bühne, als Hauptdarstellerin in dem Stück Burning Love am TamS-Theater. Ihr erstes Theaterengagement hatte sie in der Spielzeit 1985/86 an der Badischen Landesbühne in Bruchsal. Dort spielte sie u. a. das Gretchen im Urfaust und die Roxane in dem Lustspiel Der arme Cyrano von Pavel Kohout. In der Spielzeit 1986/87 hatte sie ein Gastengagement am Schauspielhaus Nürnberg. In Hansjörg Utzeraths Inszenierung des Brecht-Stücks Baal übernahm sie die Johanna. Außerdem war sie am Schauspielhaus Nürnberg in einer Inszenierung von Burning Love zu sehen, die vom Bayerischen Rundfunk aufgezeichnet wurde. Danach folgte zunächst eine künstlerische Pause von über 10 Jahren.  
Ab 2003 spielte Erdelt wieder Theater, auf Bühnen in München, so im März 2003 am Akademietheater München die Stacia Diyle in dem Theaterstück Portia Coughlan der irischen Dramatikerin Marina Carr. Anschließend war sie schwerpunktmäßig bei Freien Theaterproduktionen in der Münchner Theaterszene beschäftigt, u. a. mit Auftritten in der Pasinger Fabrik (2004), im Theater Halle 7 (2007; Regie: Ercan Karacayli) und wieder am TamS (2008; 2009).
Mitte der 1980er Jahre spielte Erdelt erste Filmrollen in zwei Kinofilmen. Ab 2000 fing sie, nach einer Phase der beruflichen und persönlichen Neuorientierung, wieder mit der Arbeit vor der Kamera an. Der Regisseur Erwin Keusch besetzte sie mit einer Hauptrolle in seinem Fernsehfilm Liebe ohne Fahrschein (2002). Es folgten kleine Episodenrollen u. a. in Marienhof. Mittlerweile spielte Erdelt in mehreren Fernsehserien mit; sehr häufig wurde sie dabei in Serien mit süddeutschem, oberbayerischen oder österreichischem Hintergrund eingesetzt. Sie hatte u. a. Episodenrollen in den Fernsehserien  SOKO 5113 (2011), Heiter bis tödlich: Hubert und Staller (2012; als Müllersfrau), Um Himmels Willen (2013; als zukünftige Pflegemutter) und Hammer & Sichl (2013; als Kundin).  
In der ZDF-Vorabendserie Die Rosenheim-Cops war Erdelt erstmals im März 2011 in der Folge Der Schlaf des Gerächten zu sehen. Sie spielte die wohlhabende Landwirtin Irmgard „Irmi“ Hasenrieder, die neue Lebensgefährtin von Aushilfskommissar Florian Prantl (Andreas Giebel). In der Folge Aumanns letzte Stunde (Erstausstrahlung: November 2014) verkörperte Erdelt die auf Erkrankungen bei Musikern spezialisierte Orthopädin und Ärztin Dr. Evelyn Kersting. In der 18. Staffel der „Rosenheim-Cops“ (2018–2019) war sie als Gastronomin aus Bad Aibling erneut in einer Episodenrolle zu sehen.
Erdelt absolvierte neben ihrer Tätigkeit als Schauspielerin eine Ausbildung zum Schauspielcoach. Sie gibt Seminare und Workshops. Außerdem tritt sie mit literarischen und kabarettistischen Solo-Programmen auf. 
Erdelt lebt mit ihrer Familie in München. Seit Sommer 2012 bewohnt sie auch ein kleines Haus direkt am Starnberger See, welches als Arbeitsraum für Coaching und Schauspieltätigkeit sowie als Rückzugsrefugium dient. Erdelt besitzt, neben der deutschen, auch die Schweizer Staatsbürgerschaft.

## Filmografie (Auswahl)
- 1985: Wodzeck (Kinofilm)
- 1985: Die Küken kommen (Kinofilm)
- 1986: Burning Love (Theateraufzeichnung)
- 2002: Liebe ohne Fahrschein (Fernsehfilm)
- 2011: Der Schlunz – Die Serie (Folge: Verräter auf der Burg; Fernsehserie)
- 2011: SOKO 5113 (Folge: Lichtgänger; Fernsehserie)
- 2011: Die Rosenheim-Cops (Folge: Der Schlaf des Gerächten; Fernsehserie)
- 2012: Heiter bis tödlich: Hubert und Staller (Folge: Finger im Brot; Fernsehserie)
- 2013: Um Himmels Willen (Folge: Kain und Abel; Fernsehserie)
- 2013: Hammer & Sichl (Folge: Startschwierigkeiten; Fernsehserie)
- 2014: Die Rosenheim-Cops (Folge: Aumanns letzte Stunde; Fernsehserie)
- 2019: Die Rosenheim-Cops (Folge: Ein bissiger Wolf; Fernsehserie)
- 2022: Die Rosenheim-Cops (Folge: Sparen hat seinen Preis; Fernsehserie)